# ذا زيرو بويز
ذا زيرو بويز (بالإنجليزية: The Zero Boys) هو فيلم أمريكي من تأليف وإخراج نيكو ماستوراكيس وبطولة دانيال هيرش، وكيلي ماروني، ونيكول ريو، وتوم شل.

## القصة
تدور قصة الفيلم حول الثلاثة ستيف (دانيال هيرش)، لاري (توم شل)، وريب (جاريد موسيس) وهم جزء من فريق كرات الطلاء المعروف باسم "ذا زيرو بويز"، بعد فوزهم في بطولة كرات الطلاء يقررون الاحتفال، فيقوم الثلاثة وصديقاتهم برحلة إلى الجبال، ويشهدون على مذبحة فظيعة، صرخات تقشعر لها الأبدان تقودهم إلى كوخ مهجور حيث يكتشفون أهوال القتل والشر الذي تسبب فيه.
حينها يضطر (ذا زيرو بويز) مسلحين بأسلحتهم الحقيقية أن يفعلوا ما بوسعهم لهزيمة القَتَلة.

## طاقم التمثيل
- دانيال هيرش بدور ستيف كرسكي.
- كيلي ماروني بدور جيمي.
- نيكول ريو بدور سو.
- توم شل بدور لاري.
- جاريد موسى بدور ريب.
- كريستال كارسون بدور تريش.
- جو استيفيز بدور القاتل.
- غاري يوتشيمسن بدور القاتل رقم 2.
- جون مايكلز بدور كيسي.
- إليز تيرنر بدور الضحية.
- تي كي ويب بدور ثالث قاتل.
- جيسون ريكيتس بدور الجندي الأول.
- ستيفن كاي بدور الجندي الثاني.
- نيل فايس بدور الجندي الثالث.
- هاري دونينفيلد بدور الرجل الأفعى.
- دينيس أوت بدور الجندي الرابع.
- باتريك هيرش بدور الجندي الخامس.
- ترودي آدمز بدور السكرتيرة.
- أنجيليا هاي بدور المراقب الأول.
- جيسيكا تريس بدور المراقب الثاني.
- كريستينا كاردان بدور المراقب الثالث.
- ستيفن شو بدور مدرب.
- مارك ميسيلز بدور الجندي الخامس.

## الأشرطة المنزلية
أُصدر الفيلم على دي في دي من قِبل شركة الإعلام الأمريكية سيميتار فيديو في عام 2000م. ثم أُعيد إصداره لاحقًا من قِبل إيمج انترتينمنت في 2003م ومن قِبل آرو فيلمز على أشرطة (دي في دي) (وبلو راي) في 26 أبريل 2016م.

## روابط خارجية
- ذا زيرو بويز  في قاعدة بيانات الأفلام على الإنترنت (بالإنجليزية)